# Polski chorąży: Paryż 1814
Polski chorąży: Paryż 1814 – akwarela namalowana przez francuskiego malarza Léona Cognieta w 1831, znajdująca się w zbiorach Wallace Collection w Londynie. Akwarela jest wersją prawie identycznego obrazu olejnego Cognieta wystawionego w 1831 na Salonie w Paryżu; obecnie obraz znajduje się w zbiorach Musée des beaux-arts d'Angers w Angers.

## Opis akwareli
Na akwareli widzimy polskiego chorążego z 1 Pułku Szwoleżerów-Lansjerów Gwardii Cesarskiej siedzącego na murze i opierającego się o sztandar. Ranny i wyczerpany szwoleżer mglistym wzrokiem obserwuje zakończoną klęską (wskutek zdrady marszałka Marmonta) francuską obronę Paryża w marcu 1814 przed wojskami VI koalicji antyfrancuskiej. Spojrzenie chorążego uosabia beznadziejność sytuacji i widmo końca Cesarstwa oraz oddalającą się wraz z upadkiem Napoleona wizją odrodzonej i niepodległej Polski.
Na pierwszym planie w lewym dolnym rogu akwareli leżą rogatywka i szabla, a po prawej torba z cesarskim orłem. W tle po lewej widać Montmartre, a po prawej kościół świętej Magdaleny i Panteon.